# 성산중학교 (제주)
성산중학교(城山中學校)는 대한민국 제주특별자치도 서귀포시 성산읍 고성리에 있는 공립 중학교이다.

## 학교 연혁
- 1948년 9월 11일 : 성산중학원(3년제) (초대원장 현경만)
- 1949년 9월 29일 : 성산공립수산초급중학교 설립 인가(3년제 3학급)
- 1949년 11월 15일 : 성산공립수산초급중학교 개교
- 1950년 4월 27일 : 초대 교장 송정호 선생 취임
- 1950년 4월 30일 : 성산수산중학교(4년제) 교명 개편
- 1951년 7월 6일 : 성산수산중학교 1회 졸업생 69명 배출
- 1951년 8월 31일 : 성산 중학교(6학급), 성산수산 고등학교 분리
- 1951년 10월 15일 : 성산중학교(3년제) 교명변경 개교
- 1954년 3월 31일 : 본교 제1회 졸업생 배출
- 1973년 4월 6일 : 현 위치로 이설
- 1985년 3월 1일 : 교육부지정 해양 교육 연구학교(~1987.02.01)
- 1992년 3월 1일 : 특수학급 인가
- 1996년 11월 19일 : "감사의 집" 급식소 개소
- 1997년 9월 1일 : 학칙변경 15학급 인가(특수학급 1학급 포함)
- 2003년 3월 14일 : 제주도 서귀포교육청 발명교실 설치운영
- 2005년 3월 1일 : 특허청 지정 발명교육 연구학교 운영(~2007.02.01)
- 2015년 3월 1일 : 제주형 자율학교 제4기 기간연장 운영(2년)
- 2022년 3월 1일 : 2022제주형 자율학교(IB 학교) 지정
- 2025년 1월 8일 : 제74회 졸업식(졸업생 67명, 총 13,465명)
- 2025년 3월 1일 : 제37대 교장 홍경미 선생 부임

## 참고 자료
- 성산중학교 - 한국교육학술정보원 학교알리미